# Științifico-fantasticul în Italia
Istoria științifico-fantasticului italian începe după cel de-al doilea război mondial și mai ales la mijlocul anilor 1950, în urma literaturii [SF] americane și britanice. Cu toate acestea, cei mai vechi precursori istorici pot fi urmăriți în literatura de călătorie imaginară și a utopiei renascentiste, dacă nu chiar în lucrări anterioare, precum Il Milione de Marco Polo sau Divina Comedie a lui  Dante Alighieri. La mijlocul secolului al XIX-lea au apărut în Italia povestiri și romane scurte de „fantezii științifice” (fantasie scientifiche) - numite și „povești incredibile” sau „fantastice” sau „de aventuri”, „romane ale viitorului” sau „utopice” - în suplimentele duminicale ale ziarelor, în revistele literare, unele în foileton; la acestea se adaugă la începutul secolului al XX-lea cele mai futuriste lucrări ale lui Emilio Salgari, Yambo și Luigi Motta, cei mai mari autori ai vremii de romane populare, pline de aventuri extraordinare în locuri îndepărtate și exotice, dar și lucrări ale unor figuri cunoscute ale literaturii în general, inclusiv Massimo Bontempelli, Luigi Capuana, Guido Gozzano, Ercole Luigi Morselli.
Nașterea „oficială” a genului în Italia este plasată în 1952, odată cu publicarea primelor reviste de specialitate, Scienza Fantastica și Urania, și apariția termenului „fantascienza”, o calchiere în italiană de la „science fiction”; iar „Epoca de Aur” variază între 1957 și 1960-1962.
Deși science fiction-ul a devenit unul dintre cele mai populare genuri din Italia de la sfârșitul anilor 1950, succesul la public nu a fost însoțit de cel al criticilor: față de un fandom activ și rareori plătit, nu a existat un interes real din partea elitei culturale italiene, refractară dacă nu intolerantă la science fiction, spre deosebire de alte genuri care și-au găsit un loc de-a lungul timpului, în discuțiile academice și în cele mai prestigioase publicații lucrările science fiction, chiar și ale unor autori de renume precum Dino Buzzati și Primo Levi, au fost primite cu răceală.
În domeniul cinematografiei există un număr mare de titluri produse din anii 1960 până în anii 1980, dar mai ales prin satiră, cinematografia italiană științifico-fantastică și-a exprimat originalitatea. În domeniul televiziunii, au apărut lucrări aproape exclusiv în anii 1970.

## Proto-SF

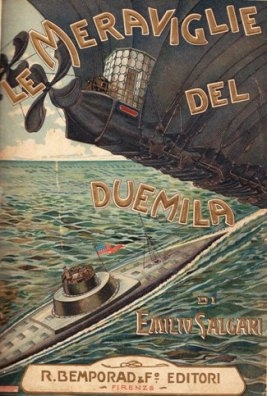
Coperta romanului Minunile anului 2000 (Le meraviglie del duemila, 1907) de Emilio Salgari. Este considerat cel mai important text al proto-fantascienza. Copertă de Carlo Chiostri.

După ce a apărut lucrarea proto-SF a lui Thomas More, Utopia, în 1516 și răspândirea ei în toată Europa, au început să apară lucrări asemănătoare și în Italia (proto-fantascienza). Aceste scrieri prezentau o variantă alternativă a societății. Exemple de astfel de lucrări includ: Lumea înțeleaptă și smintită de Anton Francesco Doni (1552), Cetatea fericită de Francesco Patrizi (1553), Republica imaginară de Ludovico Agostini (1585-90), Republica Evandria de Ludovico Zuccolo (1625) sau Cetatea Soarelui de Tommaso Campanella (scrisă în 1602, publicată în 1623).
Giacomo Casanova a scris în 1787, la Praga, în limba franceză, una din primele lucrări științifico-fantastice, romanul Icosameron, cu subtitlul Povestea lui Edoardo și a Elisabetei care au trăit optzeci și unu de ani la Megamicri, locuitori aborigeni ai Protocosmosului în interiorul globului nostru (Histoire d'Édouard et d'Élisabeth qui passèrent quatre-vingts un ans chez les Mégamicres, habitants aborigènes du Protocosme dans l'intérieur de nôtre globe).
A urmat secolul al XIX-lea care a fost foarte sărac în lucrări italiene științifico-fantastice. Au apărut lucrări ca de exemplu Insula fericită de Carlo Dossi (1874), Abracadabra de Antonio Ghislanzoni (1884),  De la Pământ la stele de Ulisse Grifoni (1887).
La sfârșitul secolului al XIX-lea - începutul secolului al XX-lea apar cărțile unui autor foarte popular, mai ales printre tineri: Emilio Salgari. Patru din cele 100 de romane ale sale conțin elemente științifico-fantastice: Două mii de leghe pe sub America (1888), Fiii văzduhului (1903), Regele văzduhului (1907), Minunile anului 2000 (1907). Alți scriitori pentru tineret ai perioadei cu lucrări proto-fantascienza sunt Yambo (pseudonimul lui Enrico de’ Conti Novelli da Bertinoro; a scris Războiul secolului XX în 1899, Exploratorii infinitului în 1906, Regele lumilor în 1911, Colonia lunară în 1932, Atomul în 1937) și Luigi Motta (Tunelul submarin în 1912, Nava aeriană în 1914, Giganții infinitului în 1935, Bătălia ciclopilor în 1935, Insula de fier în 1936 etc).
După aceste lucrări pentru tineret au apărut lucrări izolate până la începutul celui de-al doilea război mondial: Sfârșitul secolului XX de Giustino Ferri (1906); În țara asinilor de Alfredo Nota (1916); Revolta din 2023 de Nino Salvaneschi (1924); Noua colonie de Luigi Pirandello (1928), Orbii și stelele de Giorgio Cicogna (1931); Gog de Giovanni Papini, 1931) sau Adevărul despre cazul Motta de Mario Soldati (1941).
Filippo Tommaso Marinetti a publicat în 1909, în Le Figaro, Manifeste technique de la littérature futuriste (Manifest tehnic al literaturii futuriste) - text care a exaltat mașina alături de alte accente științifico-fantastice și a influențat lucrările ulterioare ale mai mulți scriitori: Bruno Corra (Sam Dunn e mort, 1915), Paolo Buzzi (Elipsa și spirala, 1915), Ruggero Vasari (Neliniștea mașinilor, 1925 și Raun, 1933), Enzo Benedetto (Călătorie pe planeta Marte, 1930), Bruno Sanzin (Infinit, 1933). Marinetti a publicat și el lucrări ca Futuristul Mafarka (1910), Neînfrânții (1925), Alcovul de oțel (1927).
Imediat după al doilea război mondial apar lucrări de proto-fantascienza cu un fond religios și politic: Scrisorile papei Celestino VI către oameni (1946) și Cartea neagră (1951) de Giovanni Papini, Ultimii oameni de Mario Mariani (1948), Poveste de mâine de Curzio Malaparte (1949), Împăratul Benito I de Marco Ramperti (1950).

## Primele reviste
Nașterea „oficială” a genului în Italia este plasată în 1952, odată cu publicarea primelor reviste de specialitate, Scienza Fantastica (în aprilie) și Urania în (octombrie).
Giorgio Monicelli, responsabilul revistei Urania, a tradus termenul american science-fiction ca „fantascienza”. Denumirea, ulterior destul de criticată, a intrat în uzul comun al limbii italiene (influențând chiar și alte limbi) deoarece este un cuvânt scurt și concis.
Lionello Torossi a venit cu un alt termen, Scienza Fantastica (Știința fantastică) cu care și-a denumit revista, dar expresia nu a intrat în uz așa cum a făcut-o „fantascienza”.
Datorită succesului revistei milaneze Urania, un alt editor milanez, Garzanti, a lansat la sfârșitul lui 1954 versiunea italiană a unei alte reviste din Statele Unite, Fantasy and Science Fiction, cu titlul Fantascienza. Au apărut un total de 7 numere, cu povestiri de fantezie.
Între 1955-1955, G. Gioggi Editore a publicat 4 numere ale unei reviste denumită Mondi Astrali (Lumi Astrale). Redactorul revistei a fost Eggardo Beltrametti.
În 1957 au apărut câteva colecții cu nume ciudate: Cosmic Selezione di Fantascienza (3 numere), Astroman (2 numere), Narratori dell'Alpha Tau. Archivi del Futuro (Povestitorii din Alfa-Tau, 9 numere), Cronache del futuro (Cronicile viitorului, 25 de numere). Acestea aveau coperți colorate cu astronauți și fete în bikini, dar au dispărut repede.

## Epoca de Aur
„Epoca de Aur a științifico-fantasticului” în Italia variază între 1957 și 1960-1962. 1957 este anul în care Uniunea Sovietică a pus pe orbită primul satelit artificial. Din 1957, alături de revistele menționate mai sus, a apărut la Roma un alt periodic, Oltre il Cielo (Dincolo de cer), condus de Cesare Falessi și Armando Silvestri. Alături de Lionello Torossi (care a semnat ca Massimo Zeno) și Sandro Sandrelli, au apărut numeroși scriitori italieni influențați de cinci ani de science fiction anglo-saxon și francez: Cesare Falessi (care a semnat și ca Lorenzo Tibaldi, Ivo Ferrarini, Luca de Cesare etc.), Armando Silvestri, Vincenzo Croce, Ivo Prandin, Renato Pestriniero, Lino Aldani, Gianni Vicario, Luciano Ferrini, Giovanna Cecchini, Luigi Berto,  Maurizio Viano, Toti Celona, Gian Luigi Gonano, Alcide Montanari, Enzo L. Montanari, Ugo Malaguti.
În iunie 1958, a apărut revista Galaxy - traducerea în limba italiană a revistei americane omonime, sub conducerea lui R. Valente. Până în martie 1959 au apărut 10 numere la editura Due Mondi, datorită unor probleme financiare apariția revistei a fost reluată de editura La Tribuna din aprilie 1959 până în mai 1964 - 60 de numere.

## Anii 1960 - anii 1970
În 1962, a debutat seria de antologii Interplanet, 4 cărți editate de La Tribuna și, în 1964-1965, 3 ediții de L'Albero.
Din 1962, revista Urania și-a schimbat directorul. Giorgio Monicelli a fost înlocuit de Carlo Fruttero care a eliminat autorii francezi și putinii italieni care mai publicau sub pseudonim în revistă, pentru a publica mai ales materiale anglo-saxone. În noiembrie 1962 a creat rubrica „Marțianul la catedră” în care a publicat încercări literare ale cititorilor italiene sub formă de lecții (cu note) date de „marțian”. În noiembrie 1964, această idee puerilă a fost abandonată. Lucrările trimise de cititori au fost publicate în continuare fără punctaje și note, în rubrica „F. S. italiană”.
În iulie 1963, odată cu prima ediție a Festivalului filmului științifico-fantastic de la Triest, a apărut și revista trimestrială Futuro (Viitorul) care a fost condusă de Giulio Raiola, Massimo Lo Jacono și Lino Aldani. Dispariția revistei (ultimul număr, al nouălea, a apărut în noiembrie 1964) a dus la apariția unui prim nucleu al fandomului italian.
În anii 1965-1970, au debutat în suplimentele Galassia și în secțiunea literară a revistei Oltre il Cielo scriitori ca de exemplu Piero Prosperi, Massimo Pandolfi, Mauro Antonio Miglieruolo, Riccardo Valla, Ugo Rota, Sebastiano Fusco, Carlo Pagetti, Riccardo Leveghi, Antonio Belloni, Adalberto Cersosimo, G. T. Carrara, Roberto Carri, Luigi de Pascalis, Carlo Bordoni, Tiberio Guerrini, G. L. Staffilano, Roberto Temporini, Furio Giglio, Remo Guerrini etc.
În 1966 a apărut al 36-lea număr al revistei Science Fiction Book Club. Revista a fost reluată în 1970-1974, 1976-1979, ultimul număr, al 59-lea a apărut în septembrie  1979. Au mai apărut reviste ca Proxima (4 numere, aprilie - iulie 1966) și Shocks, care a publicat povestiri și romane italiene fantastice (6 numere, februarie-iulie 1967).
În 1967  Oltre il Cielo și-a încetat apariția după zece ani și 148 de numere.
Editrice Nord a fost fondată în 1970. A publicat mai multe serii de volume:
- Cosmo (1970-2007), 340 volume
- Cosmo Oro (1970-2003), 202 volume
- Fantacollana (1973-2008), 208 volume
- SF Narrativa d'Anticipazione (1973-1989), 46 volume

## Scriitori
- Lino Aldani
- Tullio Avoledo
- Carla Parsi-Bastogi
- Paolo Brera
- Dino Buzzati

- Italo Calvino
- Vittorio Catani
- Massimo Citi
- Vittorio Curtoni

- Massimo del Pizzo

- Franco Enna
- Valerio Evangelisti

- Tommaso Landolfi
- Primo Levi (Damiano Malabaila)

- Michele Mari
- Massimo Mongai
- Rita Carla Francesca Monticelli
- Guido Morselli

- Sandro Sandrelli
- Santi Paladino
- Pierfrancesco Prosperi

- Roberto Quaglia

- Giulio Raiola
- Gianni Rodari

- Emilio Salgari
- Giampietro Stocco

- Gianfranco de Turris

- Roberto Vacca
- Nicoletta Vallorani
- Francesco Verso

- Gianluigi Zuddas
- Enrica Zunic' (Enrica Lozito)

## Fandom
Odată cu a treia ediție a Festivalului filmului științifico-fantastic de la Triest a apărut și primul fanzin italian. În octombrie 1965, a apărut Gamma, condus de Valentino de Carlo, cu desene de Ferruccio Alessandri.  Au publicat scriitori noi ca Fabrizio Gabella și autori confirmați ca Gian Luigi Gonano și Roberto Vacca. În martie 1968, după 27 de numere, Gamma și-a încetat apariția.

## Film
În iulie 1963 a avut loc prima ediție a Festivalului filmului științifico-fantastic de la Triest (Festival internazionale del film di fantascienza di Trieste). Festivalul a fost ideea ziaristului Giulio Raiola ca un punct de întâlnire al scriitorilor italieni. Prima ediție, în afară de proiecția filmelor și decernarea premiilor, a avut loc o expoziție de cărți și reviste științifico-fantastice. Festivalul a fost anulat din 1982. Din 2000, a fost creat Festivalul Science+Fiction de la Trieste de către La Cappella Underground cu ambiția de a relansa festivalul anterior.
- L'uomo meccanico (1921). Este unul dintre primele filme științifico-fantastice produse în Italia și primul film care a arătat o bătălie între doi roboți.[31]
- La morte viene dallo spazio (1958). Este considerat primul film italian dramatic științifico-fantastic.[32][33]
- Il Pianeta degli uomini spenti (1961)
- La Poupée (1962)
- Terrore nello spazio (1963)
- Ultimul om de pe Pământ (1964)
- 2+5: Missione Hydra (1966)
- I Criminali della Galassia (1966)
- Superargo contro Diabolikus (1966)
- ...4...3...2...1...Morte (1967)
- Flashman (1967)
- Hipnos follia di massacro (1967)
- Barbarella (1968)
- Superargo - L'invincibile Superman (1968)
- Il tunnel sotto il mondo (1969)
- Il seme dell'uomo (1969)
- Ecce Homo - I sopravvissuti (1969)
- N.P. - Il segreto (1971)
- L'uomo dal cervello trapiantato (1972)
- Insula misterioasă (1973)
- L'invenzione di Morel (1974)
- Anno zero - Guerra nello spazio (1977)
- La guerra dei robot (1978)
- Occhi dalle stelle (1978)
- L'umanoide (1979)
- I viaggiatori della sera (1979)
- Sette uomini d'oro nello spazio  (Star Odyssey, 1979)
- Contamination: Alien Arriva Sulla Terra (1980)
- L'uomo puma (1980)
- 1990: I guerrieri del Bronx (1982)
- I predatori di Atlantide (1983)
- Il mondo di Yor (1983)
- I predatori dell'anno Omega (1984)
- L'isola del tesoro (1987)
- Luci lontane (1987)
- Top Line  (Alien Terminator, 1988)

- Pathos (2009). Scurtmetraj horror.

## Televiziune
- A come Andromeda (RAI, 1971), refacere a seriei A for Andromeda (BBC, 1961)
- Gamma (1975)[34]
- Spazio 1999 (1975-77)